# K.B. Hallen

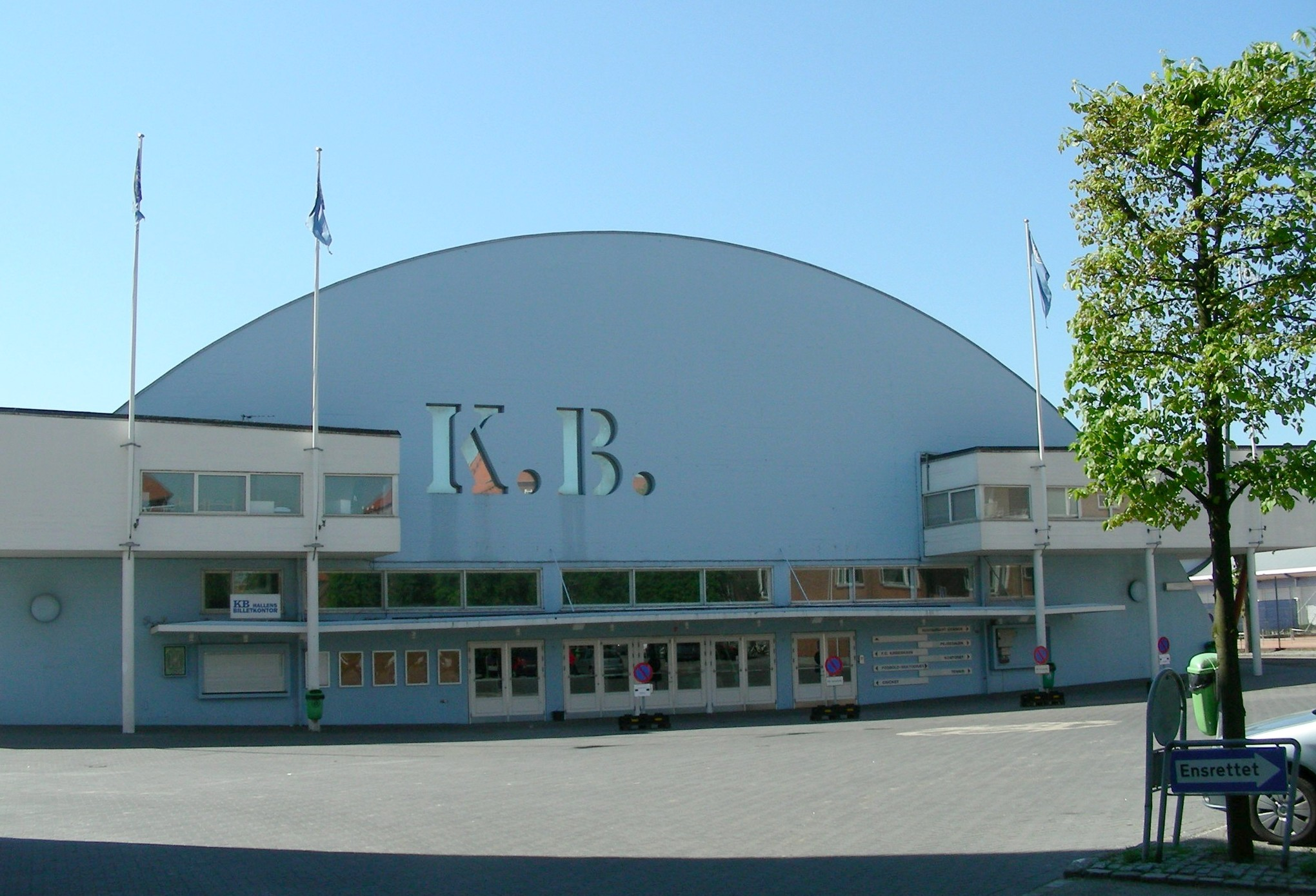
O KB Hallen antes do incêndio.

O K.B. Hallen foi um ginásio multi-uso localizado na cidade de Copenhague, na Dinamarca, que suportava 3.000 pessoas; o local abriu em 1938, mas foi destruído por um incêndio em 28 de setembro de 2011.
O local era usado frequentemente para eventos esportivos, mas também era usado para apresentações musicais, já tendo sido utilizado por artistas e bandas como The Rolling Stones, Led Zeppelin, Deep Purple, Black Sabbath, Ozzy Osbourne, Nightwish, Aurora, e muitos outros.